# Mille occhi sulla città
Mille occhi sulla città è un protocollo d'intesa nato per iniziativa del Ministero dell'interno italiano, in tema di pubblica sicurezza.
È stato avviato nel 2010, stipulato inizialmente tra il ministero, l'Associazione Nazionale Comuni Italiani e i vari istituti di vigilanza, al quale hanno poi aderito anche le prefetture, come ad esempio è avvenuto per la provincia di Roma.

## Contenuto
Il protocollo è un atto di diritto privato, "contrattualizzando" quindi l'obbligo di cooperazione degli Istituti, anche al di fuori dei propri abbonati.
Ai sensi del documento, gli istituti si impegnano nell'ottica della sicurezza complementare a collaborare con le forze dell'ordine segnalando ogni anomalia rilevata che possa interessare l'ordine pubblico, non solo i reati perseguibili d'ufficio (obbligo già sancito dal codice penale per gli incaricati di pubblico servizio), ma anche fatti che possono pregiudicare la sicurezza urbana, stradale o i servizi pubblici essenziali, come eventuali fattori di degrado ambientale o sociale disponendo inoltre sinergia tra le centrali operative e garantendo la trasmissione di dati e informazioni utili.
Si precisa che tali obblighi vigono solo per gli istituti firmatari, per gli altri valgono le disposizioni generiche del codice penale per gli incaricati di pubblico servizio e le disposizioni del DM 269/2010 sulla segnalazione al Questore di notizie sui fatti costituenti reato, di cui le guardie hanno avuto cognizione nel corso dell'espletamento del servizio, nonché ogni altra informazione degna di particolare attenzione per l'ordine e la sicurezza pubblica.

## Soggetti aderenti
Il protocollo è stato sottoscritto dalle seguenti città: 
- Nel 2010: Venezia, Pescara, Verbanio-Cusio-Ossola, Ancona, Grosseto
- Nel 2011: Roma, Pisa, Brescia, Ravenna, Trento, Napoli, Pordenone, Taranto, Teramo, Terni, Massa-Carrara, Mantova, Lucca, Lecce, Ferrara, Cremona, Catanzaro, Campobasso, Bolzano, Frosinone, Imperia
- Nel 2012: Reggio Emilia, Novara, Chieti, Padova, Ragusa, Potenza, Savona, Vicenza, Trieste, Perugia, Pavia, Forlì, Fermo, Caltanissetta, Cagliari, Brindisi, Oristano, Palermo.
- Nel 2013: Bari, Matera, Genova
- Nel 2014: Como, Pistoia, Viterbo, Pesaro, Piacenza, Pescara e altre[3]